# Ministikwan 161A
Ministikwan 161A är ett reservat i Kanada.   Det ligger i provinsen Saskatchewan, i den centrala delen av landet, 2 600 km väster om huvudstaden Ottawa. Ministikwan 161A ligger vid sjön Deer Lake.
Omgivningarna runt Ministikwan 161A är en mosaik av jordbruksmark och naturlig växtlighet. Runt Ministikwan 161A är det mycket glesbefolkat, med 3 invånare per kvadratkilometer.